# Akademio de Esperanto
Akademio de Esperanto (Akademija Esperanta) je nezavisno tijelo čija je svrha kontrolirati i evaluirati najznačajniji umjetni jezik Esperanto kojeg je stvorio Lazar Ludvig Zamenhof tako što ga čuva konzistentnim s osnovnim principima sadržaja.
Ova organizacija je nastala po modelu institucije Académie française, kao što je to i predložio tvorac esperanta L. L. Zamenhof na Prvom Svjetskom Esperantskom Kongresu, a osnovana je uskoro nakon toga pod imenom Lingva Komitato (Odbor za jezik). Ovaj odbor je imao viši odbor koji se zvao Akademio (Akademija). Godine 1948., unutar generalne organizacije Lingva Komitato i Akademio su se udružili kako bi stvorili organizaciju koja se zove Akademio de Esperanto.

## Članovi
U ožujku 2006. Akademio de Esperanto sastojao se od sljedećih 45 članova:
- gosp. Dao Anh Kha
- gđa. Perla Ari-Martinelli
- dr. Aŝvini Kumar
- gosp. Marc Bavant
- gosp. Gersi Alfredo Bays
- gosp. Benczik Vilmos
- gosp. Gerrit Berveling
- gosp. Werner Bormann
- dr. Marjorie Boulton
- gosp. André Cherpillod
- dr. Renato Corsetti
- prof. Probal_Dasgupta
- gosp. Edwin de Kock
- gosp. Michel Duc-Goninaz
- gosp. Gbeglo Koffi
- gosp. Miguel Gutiérrez Adúriz
- gosp. Ottó Haszpra
- prof. Christer Kiselman
- dr. Boris Kolker
- dr. Ilona Koutny
- prof. Erich-Dieter Krause
- prof. Sergej Kuznecov
- prof. Jouko Lindstedt
- gosp. Li Shijun (Laŭlum)
- dr. François Lo Jacomo
- gđa. Anna Lowenstein
- dr. Carmel Mallia
- prof. Geraldo Mattos
- gosp. Stefan Maul
- prof. Carlo Minnaja
- gosp. Brian Moon
- gosp. Andrzej Pettyn
- gosp. Sergej B. Pokrovskij
- gosp. Otto Prytz
- gosp. Baldur Ragnarsson
- gosp. Flavio Rebelo
- gosp. Francisko Simonnet
- gosp. Trevor Steele
- gđa. Spomenka Štimec
- dr. Humphrey Tonkin
- prof. Amri Wandel
- dr. John C. Wells
- gosp. Bertilo Wennergren
- gosp. Xie Yumin
- gosp. Yamasaki Seikô

Neki od bivših značajnih članova ove organizacija bili su Gaston Waringhien, Rüdiger Eichholz, Jorge Camacho, te William Auld (predsjednik Akademije od 1979. do 1983.).

## Vanjske poveznice
- Službene stranice